# Astronaut Farmer
Astronaut Farmer (The Astronaut Farmer) ist ein US-amerikanisches Filmdrama von Michael Polish aus dem Jahr 2006.

## Handlung
Der für die NASA tätige Astronaut Charles Farmer gibt seinen Job auf und widmet sich dem Betrieb einer Farm.
Farmer stellt einige Jahre später fest, dass er die Arbeit als Astronaut vermisst. Er beschließt, im Alleingang ein Weltraumfahrzeug zu bauen. Seine Nachbarn halten ihn für verrückt, aber seine Familie unterstützt ihn. Das Vorhaben weckt das Interesse der Medien, aber auch der Behörden, die in dem Raketenstart ein Sicherheitsrisiko erkennen. Sie begegnen dem Projekt mit Misstrauen und wollen Farmer stoppen. Auch fühlen sie sich durch Farmer vorgeführt, denn sollte er es mit vergleichsweise geringen Mitteln schaffen, den Raketenstart erfolgreich durchzuführen, sehen sie die hohen Fördermittel für das staatliche Weltraumprogramm in Gefahr. Durch Drohungen und ein in die Länge gezogenes Prüfungsverfahren soll der Start verhindert werden.
Auch die Zeit arbeitet gegen Farmer, denn er ist durch sein Projekt hoch verschuldet und steht kurz vor der Pfändung. Trotz des starken Medienechos gelingt es ihm nicht, mithilfe von Sponsoren Gelder für die weitere Finanzierung vor allem des so dringend benötigten Treibstoffes zu sammeln.
Der Druck auf Farmer steigt, denn auch in der Familie sinkt das Vertrauen, als das Geld selbst für lebensnotwendige Dinge nicht mehr auszureichen scheint und das Jugendamt auftaucht, weil Farmer für das Projekt seine eigentlich schulpflichtigen Kinder ganztägig einbindet.
Farmer greift schließlich auf minderwertigen Treibstoff zurück und startet verzweifelt einen ersten Versuch. Er scheitert, seine Rakete wird dabei zerstört und Farmer schwer verletzt.
Farmer ist entmutigt, doch seine Frau greift ihm mit finanziellen Mitteln aus der Erbschaft des kürzlich verstorbenen Vaters unter die Arme. Durch die Unterstützung seiner ganzen Familie und vor allem durch seinen Sohn, dessen Vertrauen wieder erstarkt ist, ist er nun in der Lage, einen weiteren Versuch vorzubereiten. Mittels eines geschickten Ablenkungsmanövers schafft er es, den benötigten hochwertigen Treibstoff zu besorgen.
Nach einem erfolgreichen zweiten Start gelangt er in den Orbit. Eine Störung der Elektronik verursacht einen Kommunikationsblackout und sorgt zeitweilig für bange Stunden bei der Familie von Farmer. Ihm gelingt es jedoch, den Fehler zu beheben und er landet ohne weitere Zwischenfälle wenige Autostunden von seiner Farm entfernt im Wüstensand.
Im Abspann wird er als Held gefeiert. Ein kurzer Auftritt in der Show von Jay Leno, der ob des utopischen Vorhabens anfänglich über ihn witzelte, krönt diese Geschichte über einen Mann, der seinen Traum lebte.

## Kritiken
James Berardinelli schrieb auf ReelViews, der Film biete „Träume, Obsession, Glauben, Mut und Erlösung“. Er beinhalte „eine oder zwei Überraschungen“. Billy Bob Thornton könne man mögen; die Darstellung von Virginia Madsen sei „solide“.
Kevin Crust schrieb in der Los Angeles Times vom 23. Februar 2007, der Film folge „perfekt“ dem Schema der Filme über die Menschen, die von einer Idee besessen seien. In dieser Hinsicht sei der Film derart „orthodox“, dass die Abweichungen vom Schema dem Zuschauer Freude bereiten würden. Crust lobte die Darstellung von Billy Bob Thornton sowie die „starken“ Leistungen der Nebendarsteller.
Das Lexikon des internationalen Films schrieb: „Ein leicht versponnener, märchenhafter Film, elegant fotografiert, getragen von einem überzeugenden Hauptdarsteller. Intensiv mahnt er an die Kraft von Lebensträumen.“

## Hintergrund
Der Film wurde in New Mexico gedreht. Seine Produktionskosten betrugen schätzungsweise 13 Millionen US-Dollar. Uraufgeführt wurde der Film am 15. Oktober 2006 beim Mill Valley Film Festival in den USA. Der Film startete in den Kinos der USA am 23. Februar 2007 und spielte dort ca. elf Millionen US-Dollar ein.